# Józef Antoni Kisiel
Józef Antoni Kisiel (ur. 1842 w Warszawie, zm. 14 maja 1921 w Lublinie) – porucznik w powstaniu styczniowym, zecer. 
Walczył w oddziałach dowodzonych przez Lelewela-Borelowskiego. W innych  partiach pozostawiał do połowy 1864. Pochowany na cmentarzu rzymskokatolickim przy ul. Lipowej w Lublinie.